# Poblado Nuevo Arroyo
Poblado Nuevo Arroyo är en ort i Mexiko.   Den ligger i kommunen Palenque och delstaten Chiapas, i den sydöstra delen av landet, 800 km öster om huvudstaden Mexico City. Poblado Nuevo Arroyo ligger 43 meter över havet och antalet invånare är 173.
Terrängen runt Poblado Nuevo Arroyo är huvudsakligen platt, men västerut är den kuperad. Runt Poblado Nuevo Arroyo är det ganska glesbefolkat, med 34 invånare per kvadratkilometer. Närmaste större samhälle är Salto de Agua, 16,8 km sydväst om Poblado Nuevo Arroyo. Trakten runt Poblado Nuevo Arroyo består till största delen av jordbruksmark.